# Claude Le Roy
Claude Le Roy (nacido en Bois-Normand-près-Lyre, Francia, 6 de febrero de 1948) es un exfutbolista y entrenador de fútbol francés, quien ganó prominencia a nivel internacional como entrenador de las selecciones de Senegal, Ghana, Camerún, República del Congo, República Democrática del Congo y Togo. Disputó 9 Copa Africana de Naciones, récord de participación, logrando el título en 1988 con Camerún, ganándose el apodo de Míster Copa África.

## Carrera como entrenador
Amiens SC
Le Roy ha tenido una carrera como técnico variada, comenzando en el pequeño club francés del Amiens SC, después de tomar el cargo de entrenador, al terminar sus días como jugador. 
Selección de Camerún
Posteriormente estuvo al frente de la selección nacional de Camerún, donde consiguió ser subcampeón en la Copa Africana de Naciones de 1986 y campeón en la de 1988. Estos éxitos son citados a menudo como sus máximos logros y triunfos de su carrera.
Selección de Senegal y regreso a Camerún
Tras este exitoso paso por Camerún, se hizo cargo del conjunto nacional del Senegal, donde consiguió llegar a los cuartos de final en la CAN de 1992; y regresó a Camerún para tomar el mando de su selección durante el Mundial de 1998, donde no pudo pasar de la fase de grupos.
AC Milan, PSG y Strasbourg
Después de realizar la función de asesor de fútbol en AC Milan en 1996, Le Roy estuvo una temporada como director de fútbol en el París Saint-Germain en la temporada 1997-98 y otro año al frente del RC Strasbourg, logrando la permanencia en la Ligue 1.
Cambridge United
Más tarde, Le Roy se convertiría en entrenador del Cambridge United por un breve período en 2004, aunque él alegó que su única vinculación con el club era un "contrato moral", ya que sólo quería ayudar a su compañero Hervé Renard.
Selección de Ghana
En septiembre de 2006, Le Roy firmó como nuevo seleccionador de Ghana. En febrero de 2008, después de llegar a semifinales de la Copa África, Le Roy llevó a Ghana a la 14.ª posición en el ranking FIFA, su posición más alta de la historia, pero dejó el cargo en mayo de 2008.
Selección de Omán
Poco después, comenzó a entrenar a Omán. La selección de Omán necesitaba desesperadamente un entrenador reputado después de decepcionantes participaciones en la Copa del Golfo y la Copa de Asia, y Le Roy les condujo a la victoria en la 19.ª Copa de Naciones del Golfo, celebrada en enero de 2009. Durante esa competición, Le Roy amplió su contrato con Omán por un período de 4 años.
Selección de Siria
En marzo de 2011, se incorporó a la selección de fútbol de Siria tras firmar un contrato con la Federación de Siria para dirigir al combinado nacional del país hasta junio de 2013. Sin embargo, renunció al cargo en mayo de 2011.
Selección de la República Democrática del Congo
Entre 2011 y 2013 fue el técnico de la selección de fútbol de la República Democrática del Congo, a la que logró clasificar para la Copa África tras 3 intentos infructuosos, pero no pudo superar la primera fase.
Selección del Congo
A finales de ese mismo año, comenzó a dirigir al equipo nacional del Congo, con el que llegó a cuartos de final de la Copa África, cayendo (2-4) ante su antigua selección de la República Democrática del Congo. Dejó su puesto en noviembre de 2015.
Selección del Togo
En abril de 2016, se convirtió en el nuevo seleccionador de Togo. El conjunto togolés sólo sumó un punto en la fase de grupos de la Copa África, quedando eliminado a las primeras de cambio. En abril de 2021, al no haberse podido clasificar para la Copa África, presentó la dimisión.

## Clubes

### Como jugador
| Equipo          | País    | Año       |
| --------------- | ------- | --------- |
| FC Rouen        | Francia | 1968-1970 |
| AC Ajaccio      | Francia | 1970-1973 |
| Avignon Foot 84 | Francia | 1973-1977 |
| Stade Lavallois | Francia | 1977-1980 |
| Amiens SC       | Francia | 1980-1981 |

### Como entrenador
| Equipo                             | País                   | Año       |
| ---------------------------------- | ---------------------- | --------- |
| Amiens SC                          | Francia                | 1980-1983 |
| Grenoble Foot 38                   | Francia                | 1983-1985 |
| Al-Shabab                          | Emiratos Árabes Unidos | 1985      |
| Selección de fútbol de Camerún     | Camerún                | 1985-1988 |
| Selección de fútbol de Senegal     | Senegal                | 1989-1992 |
| Selección de fútbol de Malasia     | Malasia                | 1994-1995 |
| Selección de fútbol de Camerún     | Camerún                | 1998      |
| RC Strasbourg                      | Francia                | 1999-2000 |
| Shanghái COSCO                     | China                  | 2002-2003 |
| Cambdrige United                   | Inglaterra             | 2004      |
| Selección de fútbol de la RD Congo | RD Congo               | 2004-2006 |
| Selección de fútbol de Ghana       | Ghana                  | 2007-2008 |
| Selección de fútbol de Omán        | Omán                   | 2008-2011 |
| Selección de fútbol de Siria       | Siria                  | 2011      |
| Selección de fútbol de la RD Congo | RD Congo               | 2011-2013 |
| Selección de fútbol del Congo      | Congo                  | 2013-2015 |
| Selección de fútbol de Togo        | Togo                   | 2016-2021 |